# Казанская, Виктория Иосифовна
Виктория Иосифовна Казанская (7 февраля 1926, Харьков, УССР, СССР — 30 мая 2011) — советская актриса и сценаристка.

## Биография
Родилась 7 февраля 1926 года в Харькове. В 1945 году поступила на сценарный факультет ВГИКа, который она окончила в 1950 году. С тех пор начала писать сценарии для кинематографа и написала несколько десятков сценариев, однако экранизированы были только 4 из них. Активно сотрудничала с киножурналом «Фитиль», также написала ряд сюжетов, однако прошёл отбор только один из них — «Дела человечьи», вышедший в 1965 году в № 36. В качестве актрисы исполнила одну единственную роль.
Скончалась 30 мая 2011 года.

## Фильмография

### Актриса
- 1965 — Похождение зубного врача

### Сценаристка
- 1954 — Золотые яблоки
- 1961 — Академик из Аскании
- 1978 — Весенняя мелодия